# モーハンラール
モーハンラール（Mohanlal、1960年5月21日 - ）は、インドの俳優、映画プロデューサー、映画監督、プレイバックシンガー、映画配給者。マラヤーラム語映画を中心にタミル語映画、ヒンディー語映画、テルグ語映画、カンナダ語映画で活動している。40年以上のキャリアを通して400本以上の映画に出演しており、長年にわたる映画界への貢献を認められ、2001年にパドマ・シュリー勲章、2019年にパドマ・ブーシャン勲章を授与されている。また、2009年には国防義勇軍名誉中佐の称号を授与されたほか、CNNの「インド映画を変えた男」の一人にも選出された。

## 生い立ち
1960年5月21日、ケララ州パタナムティッタ県エラントゥールで暮らすヴィシュワナーダン・ナーヤルとサンタクマーリーの末子として生まれ、「モーハンラール・ヴィシュワナーダン（Mohanlal Viswanathan）」と名付けられた。父はケララ州政府の法務長官を務めた官僚で、兄ピャレラールとは2000年に死別している。モーハンラールの名付け親は母方の叔父ゴーピナーダン・ナーヤルで、当初は「ローシャンラール（Roshanlal）」と名付けようとしていた。モーハンラールは幼少期をティルヴァナンタプラムのムダヴァンムガルで過ごし、公立モデル・ボーイズ高等学校を経てマハトマ・ガンディー大学に進学して商学の学位を取得している。彼は6回生の時に舞台演劇『Computer Boy』で90歳の老人役を演じており、これが生涯で初めての演技経験である。また、1977年と1978年にはケララ州のレスリング・チャンピオンになっている。

## キャリア

### 1978年 - 1985年

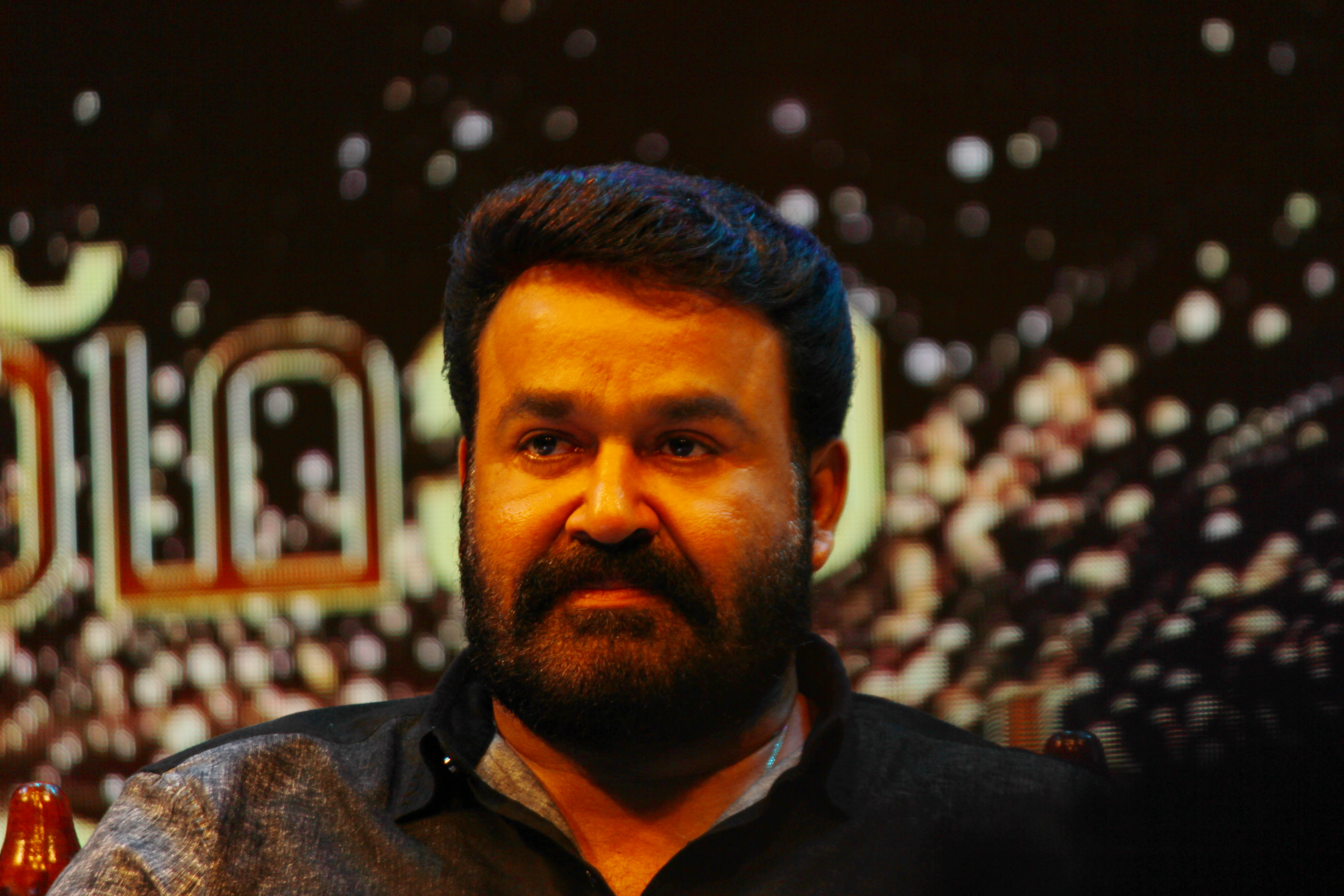
第48回ケララ州映画賞授賞式に出席するモーハンラール（2018年）

1978年に『Thiranottam』で俳優デビューした。同作はモーハンラールと友人のマニヤンピッラ・ラージュ、スレーシュ・クマール、プリヤダルシャン、ラヴィクマールが共同で製作しており、モーハンラールは知的障害を持つ使用人クッタッパンを演じた。『Thiranottam』はレイティング認証の問題から公開が遅れ、27年後の2005年に公開された。
1980年にはファーシルの監督デビュー作『Manjil Virinja Pookkal』で悪役を演じ、興行的な成功を収めた。モーハンラールはナヴォダヤ・スタジオのオーディション広告を見た友人たちが応募書類を送ったことがきっかけでオーディションに参加し、彼の演技は審査員から酷評されたものの、ファージルとジジョー・アッパチャン（ナヴォダヤ・アッパチャンの息子）から高い評価を得て出演が決まったという。2004年に『リーダーズ・ダイジェスト』の取材に応じたモーハンラールは、「若いころの自分の容姿は、きっと悪役のイメージに合っていたんだろう」と語っており、『Sandhyakku Virinja Poovu』『Kuyiline Thedi』でも悪役の演技を高く評価されている。
1983年までの間に25本以上の映画に出演したが、その大半は悪役としての出演だった。J・サシクマールの『Ivide Thudangunnu』で「よき心」を持つヒーローを演じて成功を収め、1984年にはプリヤダルシャンの『Poochakkoru Mookkuthi』で初めてコミカルな役柄に挑戦し、富豪の娘だと勘違いした少女に恋する青年を演じている。また、『Poochakkoru Mookkuthi』は「監督：プリヤダルシャン、主演：モーハンラール」のコンビによる初の映画であり、これ以降44本のプリヤダルシャン監督作品に出演している。1985年に出演した『Onnanam Kunnil Oradi Kunnil』では挿入歌「Sindooramegham Shringaarakaavyam」の歌手をM・G・シュリークマールと共に務め、この時期には『Uyarangalil』『Nokkethadhoorathu Kannum Nattu』『Boeing Boeing』『Aram + Aram = Kinnaram』にも出演している。

### 1986年 - 1999年
この時期はゴーヴィンダン・アラヴィンダン、ハリハラン、M・T・ヴァスデーヴァン・ナーヤル、パドマラージャン、バーラタン、A・K・ローヒタダースなど「偉大な巨匠たちの作品」に出演して様々な役柄を演じた。モーハンラールは共演者シュリーニヴァーサンが脚本を手掛けた社会風刺映画で、過酷な環境に適応するために苦悩するマラヤーリの若者を演じて高い評価を得ている。1986年にサティヤン・アンティカドの『T. P. Balagopalan M. A.』に出演してケララ州映画賞 主演男優賞を受賞し、続けて出演した『Sanmanassullavarkku Samadhanam』ではフィルムフェア賞 マラヤーラム語映画部門主演男優賞を受賞している。さらに裏社会の首領ヴィンセント・ゴメスを演じた『Rajavinte Makan』の成功により、彼はマラヤーラム語映画界の新たなスーパースターの地位を確立した。『Thalavattam』では恋人を喪い精神を病んだ青年ヴィノードを演じ、パドマラージャンが手掛けた『Namukku Parkkan Munthirithoppukal』では時代を先取りした作風によって、当時のマラヤーラム語映画界の常識を覆したことが高く評価された。これらの作品を含め、1986年は36本の映画に出演している。
1987年は『Nadodikkattu』でシュリーニヴァーサン、ショーバナと共演して興行的な成功を収めた。同作ではシュリーニヴァーサンと共に二人組の刑事ダサン&ヴィジャヤンを演じ、続編の『Pattanapravesham』『Akkare Akkare Akkare』にも引き続き出演している。『Thoovanathumbikal』ではパールヴァティーとスマラタが演じる2人の女性と恋に落ちる青年を演じ、当時のインド映画界の常識を覆した作品として高い評価を得た。1988に出演した『Chithram』は上映日数が366日間を記録し、当時のマラヤーラム語映画界の最長記録を更新した。また、この年に出演した『Chithram』『Padamudra』『Aryan』『Vellanakalude Nadu』『Ulsavapittennu』の演技でケララ州映画賞 審査員特別賞を受賞している。1989年に出演した『Kireedam』では警察官を夢見ながら犯罪者になってしまう青年セートゥマーダヴァンを演じ、国家映画賞 特別賞を受賞した。モーハンラールはセートゥマーダヴァンの苦悩を自然な演技で表現できたことが高い評価を得た理由であると振り返り、「演技とは、他人の身体に入り込むようなものだ」と語っている。『Varavelpu』では主人公ムラリを演じた。同作は湾岸地域で過酷な労働に従事し、帰郷して家族と共に人生を過ごすために中古の路線バスを購入した結果、様々なトラブルに直面する主人公が描かれている。2003年1月18日にコーチで開催された国際投資家会議の席上で、インド首相アタル・ビハーリー・ヴァージペーイーは世界経済の変化に対応できないインド人の具体例として、『Varavelpu』を引き合いに出して発言している。
1990年代初頭は『His Highness Abdullah』『Mithunam』『No. 20 Madras Mail』など多くの商業映画に出演し、このうち『His Highness Abdullah』はモーハンラールが立ち上げた映画製作会社プラナヴァン・アーツ・インターナショナルの初プロデュース作品である。『Thazhvaram』では親友に妻を殺されて復讐を誓う男を演じ、『Kilukkam』ではケララ州映画賞主演男優賞を受賞している。また、同作は当時のマラヤーラム語映画歴代興行収入の最高記録を塗り替え、マラヤーラム語映画で最高のコメディ映画の一つに位置付けられている。バーラタの視点から『ラーマーヤナ』を翻案した現代劇『Bharatham』では製作・主演を務め、嫉妬深い兄に苦悩するカルナーティック歌手を演じた。モーハンラールは同作の演技で国家映画賞 主演男優賞を受賞し、『フォーブス・インディア』がインド映画100周年を記念して発表した「インド映画で最も素晴らしい演技ベスト25」にも選出されている。『Kamaladalam』ではバラタナティヤムの舞踊家を演じ、役作りのためにヴィニートやモニシャ・ウンニから舞踊の技術を学んでいる。1992年は『Rajashilpi』『Sadayam』『Yoddha』『Vietnam Colony』に出演しており、1993年に出演した『Devaasuram』はモーハンラールが最も成功を収めた主演作品の一つに挙げられ、カルト的な人気を集めている。
1994年はファージルのカルト映画『Manichitrathazhu』で精神科医サニー・ジョゼフを演じ、1995年には『Spadikam』で父の期待に応えられず犯罪者となった青年トーマス・チャッコー（アードゥ・トーマ）を演じ、ケーララ州映画賞主演男優賞とフィルムフェア賞マラヤーラム語映画部門主演男優賞を受賞した。1996年にはポートブレアのセルラー刑務所に収監された囚人を描いた『Kaalapani』や『Kanmadam』に出演し、1997年にはアカデミー外国語映画賞インド代表作品に選出されたラジーヴ・アンチャルの『Guru』に出演している。同年にはマニラトナムの『ザ・デュオ』で初めてマラヤーラム語映画以外の作品に出演し、M・G・ラーマチャンドランをモデルにしたキャラクターを演じている。同作は批評家から高い評価を得ており、複数の映画賞を受賞している。1998年には『Harikrishnans』で製作・主演を務め、マンムーティ、ジューヒー・チャーウラーと共演した。同作ではモーハンラールとマンムーティが主演を務めており、2種類のクライマックスシーンが製作され、地域ごとの2人の人気に応じて異なるバージョンが上映された。また、ヒンドゥー教徒の多い地域ではモーハンラールがヒロインと結ばれるバージョンが、ムスリムの多い地域ではマンムーティがヒロインと結ばれるバージョンがそれぞれ上映されたが、中央映画認証委員会が認証したのはモーハンラールのバージョンのみだったことから「認証を受けていない映画を上映した」として訴訟問題に発展し、マンムーティのバージョンは上映禁止処分を受けた。『Harikrishnans』は興行的な成功を収めたものの、批評家からは酷評されている。1999年はフランスとの合作映画『最後の舞』をプロデュースし、カタカリの舞踊家を演じた。同作はカンヌ国際映画祭など複数の映画祭でも上映され、AFI映画祭では審査員賞にもノミネートされている。また、モーハンラールもケララ州映画賞主演男優賞、国家映画賞主演男優賞、フィルムフェア賞マラヤーラム語映画部門主演男優賞を受賞した。2014年には第45回インド国際映画祭でも上映されている。

### 2000年 - 2009年
2000年に出演した『Narasimham』では善良な心を持つ悪党アチュを演じ、マラヤーラム語映画の最高興行記録を塗り替えた。その後はアクション・ヒーローの役柄を求められ『Raavanaprabhu』『Praja』『Onnaman』『Thandavam』『Chathurangam』などに起用されたものの、『Raavanaprabhu』以外の作品は似通ったストーリー、卑猥な台詞の多用、男尊女卑的なプロットを理由に批評家からは酷評された。2002年にはムンバイの警察官を演じた『Company』でヒンディー語映画デビューを果たし、国際インド映画アカデミー賞 助演男優賞とスター・スクリーン・アワード 助演男優賞を受賞した。同作ではアジャイ・デーヴガン、ヴィヴェーク・オベロイと共演して演技を絶賛され、『ザ・ヒンドゥー』は「彼は南インドのスターがヒンディー語映画に初出演した時に見せる息苦しさや不安を感じさせるような表情とは無縁だった」と批評している。2010年には『ヒンディーフィルムニュース』の「過去10年間におけるボリウッド俳優の最高の演技」に『Company』での演技がランクイン（観客部門第1位、批評家部門第6位）している。2003年に入るとアクション・ヒーローのイメージを払拭しようとコメディ路線に復帰し、『Kilichundan Mampazham』『Balettan』『Hariharan Pilla Happy Aanu』『Mr. Brahmachari』に出演した。このうち『Kilichundan Mampazham』はモーハンラールのコメディ復帰作として話題を集めて好評を博し、興行的にも一定の成功を収めた。また、『Balettan』では父親が秘密にしていた妻子の存在を聞かされ、父親の死後に彼女たちの面倒を見ることになった息子を演じ、こちらも興行的な成功を収めている。2004年には『Natturajavu』『Mampazhakkalam』に出演して興行的な成功を収めたものの、それ以外の出演作は不調に終わっている。
2005年は『Udayananu Tharam』に出演し、映画監督を目指す助監督を演じた。同作は批評家から好意的に評価され、マラヤーラム語映画の上映頻度が少ない地域（ヴァドーダラー、ラージコート、プネー、アフマダーバード）でも興行的な成功を収めた。ブレッシーの『Thanmathra』ではアルツハイマー病を患った男を演じた。同作では物語後半に入るとモーハンラール演じる主人公はアルツハイマー病の進行に伴い台詞を一切話さなくなり、表情や動作のみで感情を表現したことが批評家から絶賛され、ケララ州映画賞主演男優賞とフィルムフェア賞マラヤーラム語映画部門主演男優賞を受賞した。2006年は『Rasathanthram』に出演し、ラヴィ少佐の戦争映画『Keerthi Chakra』ではマハーデーヴァン少佐を演じた。カシミールで撮影された同作は興行的にも成功を収め、タミル・ナードゥ州では『Aran』のタイトルでタミル語吹替版が公開されたが、モーハンラールの声が使用されなかったこともあり、彼は『Aran』について言及することを避けている。『Keerthi Chakra』は好評を博し、その後シリーズ化され、『Kurukshetra』『Kandahar』が製作された。2007年に出演した『Paradesi』ではケララ州映画賞主演男優賞を受賞しており、『Sify』からは「モーハンラールは実に魅惑的で、演技のイディオムを再び感覚的に再定義した」と批評された。同年7月に出演した『Hallo』は年間興行成績第1位を記録するヒット作となり、8月には『炎』をリメイクしたヒンディー語映画『Aag』に出演し、『炎』でサンジーヴ・クマールが演じたバルデーヴ・シンに相当するナラシンハー警部を演じた。2008年には『Twenty:20』に出演し、2009年は『Unnaipol Oruvan』『Evidam Swargamanu』に出演している。

### 2010年 - 2015年
2010年は5本の映画に出演し、『Janakan』ではスレーシュ・ゴーピと共演した。続いてコメディ映画『Alexander the Great』に出演し、汚職問題を題材とした風刺映画『Oru Naal Varum』では汚職問題を追及する主人公スクマーランを演じた。『Shikkar』はラマダーン期に公開された映画の中で最も高い興行収入を記録し、インディアン航空814便ハイジャック事件を題材にした『Kandahar』では再びマハーデーヴァン少佐を演じ、アミターブ・バッチャンと共演した。2011年はジョーシーの『Christian Brothers』でスレーシュ・ゴーピ、ディリープ、R・サラトクマールと共演した。同作は当時のマラヤーラム語映画としては最大規模となる300スクリーンで公開され、興行的な成功を収めた。続いて出演したアクション・コメディ映画『China Town』ではジャヤラーム、ディリープと共演し、上映日数は100日間を記録して興行的な成功を収めた。老人たちの恋愛模様を描いた『Pranayam』ではアヌパム・カー、ジャヤー・プラダと共演し、批評家から演技を絶賛された。パラッカドの村を舞台にしたファミリー映画『Snehaveedu』ではシェーラと共演し、モーハンラールにとって300本目の出演作となり、興行的な成功を収めた。中東を舞台としたプリヤダルシャンの『Oru Marubhoomikkadha』ではムケーシュと共演し、興行成績は好調だった。
2012年は6本の映画に出演し、『Casanovva』ではシュリヤ・サランと共演した。『新幹線大爆破』を原作とした『Tezz』にカメオ出演した後、『Grandmaster』では連続殺人事件の捜査を担当する警察官を演じて批評家から高い評価を得ている。また、同作はNetflixで配信された最初のマラヤーラム語映画であり、同コンテンツを通してアメリカ合衆国・カナダでも公開された。ランジットの『Spirit』ではアルコール依存症に苦しむテレビ司会者を演じており、アルコール依存症の問題を題材とした同作は社会問題啓発のため、ケララ州政府によって娯楽税の免除措置が取られた。また、上映日数は125日間を記録し、興行的にも成功を収めている。オナム期に公開された『Run Baby Run』も批評家から好評を博し、この年のマラヤーラム語映画で最も高い興行収入を記録した映画の一つとなった。ラヴィ少佐の『Karmayodha』では、ムンバイで発生した10代の少女失踪事件を捜査する警察官を演じた。
2013年はジョーシーの『Lokpal』では自警団員ロークパールを演じ、その後は『Red Wine』『Ladies and Gentleman』に出演し、過去の主演作『Manichitrathazhu』のスピンオフ作品『Geethaanjali』では再びサニー博士を演じている。ジートゥ・ジョゼフの『Drishyam』は興行収入7億5000万ルピーを記録するヒット作となり、マラヤーラム語映画の歴代興行成績第1位にランクインした。2014年は『ジッラ 修羅のシマ』でヴィジャイと共演し、興行収入8億5000万ルピーを記録するヒット作となり、チェンナイでは上映日数が100日間を記録している。続いてB・ウンニクリシュナンの『Mr. Fraud』に出演し、『Koothara』では半魚人を演じている。アルン・ヴァイディヤナーダンの『Peruchazhi』ではカリフォルニア州知事選挙に出馬した候補者の選挙顧問を演じている。2015年には『Mythri』でカンナダ語映画デビューし、国防研究開発機構の科学者マハーデーヴを演じた。その後は『Rasam』にカメオ出演し、マンジュ・ワーリヤルと共演した『Ennum Eppozhum』は興行的な成功を収めたものの、続けて出演した『Lailaa O Lailaa』の興行成績は芳しくなかった。このほか、『Loham』では興行的な成功を収めたものの、『Kanal』は批評家から酷評され、興行的にも失敗している。

### 2016年 - 現在
2016年は4本の映画に出演した。この年の出演作の合計興行収入は37億8000万ルピーを記録しており、これはアーミル・カーン、アクシャイ・クマール、サルマーン・カーンに次ぐ興行成績であり、南インド俳優の中ではトップの成績を収めている。チャンドラ・シェーカル・イェレティの『Manamantha』に出演した後、コラターラ・シヴァの『ジャナタ・ガレージ』ではN・T・ラーマ・ラオ・ジュニアと共演している。同作は興行収入13億5000万ルピーを記録し、この年のテルグ語映画年間興行成績第1位にランクインするヒット作となった。プリヤダルシャンの『オッパム 〜きみと共に〜』では盲目の男を演じ、公開2週間でマラヤーラム語映画の歴代興行成績を塗り替えた。同作の興行収入は1か月半で5億ルピーを記録し、海外市場を合わせて6億5000万ルピーを越えている。続いて出演した『Pulimurugan』はマラヤーラム語映画として初めて興行収入が10億ルピーを越え、3D上映会における観客動員数が1万2526人を記録し、「3D映画上映における世界最大の観客動員数」としてギネス世界記録に認定されている。その後に出演した『Munthirivallikal Thalirkkumbol』では興行収入が5億ルピーを記録しており、第三次印パ戦争を題材にした『1971: Beyond Borders』では4度目となるマハーデーヴァン大佐（同作で少佐から大佐に昇進）を演じたほか、『Velipadinte Pusthakam』にも出演している。2018年はオディヤン族を題材にした『Odiyan』に出演し、続いて出演したプリトヴィラージ・スクマーランの『Lucifer』は興行収入17億5000万ルピーを記録するヒット作となった。また、テレビ放送権やデジタル配信権の売却を含めると20億ルピーの収益を挙げている。
2021年はプリヤダルシャンの『Marakkar: Lion of the Arabian Sea』ではクンニャリ・マラカールを演じ、同作は国家映画賞 マラヤーラム語長編映画賞を受賞するなど高い評価を得ている。同年は『Drishyam』の続編『Drishyam 2』にも出演している。2022年はB・ウンニクリシュナンの『Aaraattu』に出演したが、批評家からは酷評され、興行的にも失敗している。2023年に出演した『Alone』も批評家から酷評され、ネルソン・ディリープクマールの『ジェイラー』ではカメオ出演したほか、法廷ドラマ映画『Neru』では主演を務めた。2024年はリジョー・ジョーズ・ペッリシェーリの『Malaikottai Vaaliban』で2役を演じ、『Barroz』で監督デビューしたものの批評家から酷評され、興行的にも失敗している。

## 映画以外の活動

### 演劇

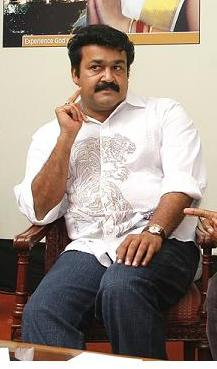
モーハンラール（2006年）

モーハンラールは映画界に進む前はアマチュア演劇で活動しており、2001年3月29日にカヴァラム・ナーラーヤナ・パニッカルが手掛けたサンスクリット演劇『Karnabharam』でカルナを演じて舞台俳優デビューを果たした。同作はクルクシェートラの戦いの前日に自身の過去と信仰について思い悩むカルナを描いた作品で、国立演劇学校主催のナショナル・シアター・フェスティバルで上演された。彼は『Karnabharam』について「カヴァラムの演劇と、これまで私がやってきたアマチュア演劇を比較することは困難だ。この作品にはほかのキャラクターも登場するが、物語はカルナを中心に展開し、ほとんど独演会のようなものだ。いくつかのシーンは本当に感動的だし、同時に挑戦的だった」と語っている。また、「私は喜びのため……私たちの歴史への愛のために演じたのです」とも語っており、無報酬での出演だったことを明かしている。
2003年にはT・K・ラジーヴ・クマールが手掛けた『Kadhayattam』に出演した。同作は過去100年間に著されたマラヤーラム語文学の作品からO・チャンドゥ・メーノーン、C・V・ラーマン・ピッライ、S・K・ポッテカット、タカリ・シヴァサンカラ・ピッライ、P・ケーシャヴァデーヴ、ヴァイコム・ムハンマド・バシール、ウルーブ、O・V・ヴィジャヤン、M・ムクンダン、M・T・ヴァスデーヴァン・ナーヤルの作品10本に登場するキャラクターを描いた作品であり、11月1日にケーララ大学で上演された後、コーリコード、ベンガルール、チェンナイ、デリーでも上演された。2008年はプラシャーント・ナーラーヤナンが手掛けた『Chayamukhi』でムケーシュと共演し、それぞれビーマとキーチャカを演じた。同作は劇中劇形式で描かれ、3月12日にトリッシュールのルール国際コンヴェンション・センターで上演された後、ティルヴァナンタプラム、ベンガルール、コッラム、コーチ、コーリコードでも上演されており、『ザ・ヒンドゥー』は「『Chayamukhi』は、近年のマラヤーラム語演劇における最高傑作だ」と批評している。また、このほかにショーバナが手掛けたバレエ『Maya Ravan』ではハヌマーンの声を演じている。
2014年にラティーシュ・ヴェガと共に音楽バンド「Lalisom」を結成し、第35回インド国民体育大会の開幕式でパフォーマンスを披露したが、その際に高額な報酬（1630万ルピー）を受け取ったことや口パク疑惑が浮上したことから批判を浴びた。これを受けてモーハンラールは報酬を全額ケララ州政府に返還したが、州政府は「報酬は舞台の設置費用などが含まれた金額であり、全額がモーハンラール個人の報酬になったわけではない」と声明を発表したうえで、「返還は道義上、受け入れることはできない」と見解を発表した。その後、ケララ州首相オーンメン・チャンディと同州スポーツ大臣ティルヴァンコール・ラーダクリシュナンがモーハンラールと対談して報酬の返却を申し出たものの、モーハンラールは報酬の再受け取りを拒否している。8月9日にはセント・ジョージ教会で上演された『Naga』でナレーターを務め、ムケーシュと再び共演した。同作はギリーシュ・カルナードのカンナダ語演劇『Nagamandala』を原作とした作品で、K・P・スヴィーランが演出を手掛けている。

### 親善・ブランド大使
モーハンラールは政府やNPO団体の公共サービス・人道支援関連の親善大使を多く務めている。2007年3月にケーララ州AIDS対策協会からAIDS啓発キャンペーンの親善大使に就任して啓発用ビデオに出演し、2009年10月にはケーララ州陸上競技協会の親善大使に任命された。また、2010年3月にケララ州産業局の要請を受けて手織産業の親善大使に就任し、2015年7月には交通ルールの意識向上を目的としたプロジェクト「Subhayatra 2015」の親善大使に就任している。さらに2016年9月には臓器提供推進を目的としたプロジェクト「Mrithasanjeevani」の親善大使に就任し、2021年1月には結核撲滅キャンペーンの親善大使に任命された。
マーラバール・ゴールド&ダイヤモンドなど複数の企業のコマーシャルにも出演しており、2001年にはインドの映画俳優として初めてムンドゥを取り扱うMCRのブランド大使に就任した。MCRはモーハンラール主演作『Narasimham』に3万着のムンドゥを提供して商業的に成功した企業であり、モーハンラールは現在でも同社の首席ブランド大使を務めている。2002年にはタタ・グローバル・ビバレッジの紅茶ブランド「カナン・デーヴァン」のブランド大使に任命され、2014年に契約を更新して引き続きブランド大使を務めている。2010年にはLGエレクトロニクスがオナム向けに実施したキャンペーンの広告塔に起用され、このほかにマナップラム・ファイナンスのブランド大使に任命された。
2013年にはココナッツオイルブランド「KLFココナード」との間にエンドースメント契約を締結し、同年9月にはタタ・スカイのケララ州市場におけるブランド大使に任命されたほか、コーチ都市自治体とパシュ・インテグレーテッド・コミュニケーションズが主催する第1回コーチ国際ハーフマラソン大会のブランド大使にミルカ・シン、P・T・ウシャと共に任命された。また、2014年に開催された第2回コーチ国際ハーフマラソン大会でもハルバジャン・シンと共にブランド大使を務め、2016年5月にはDisney+ Hotstarのマラヤーラム語版プラットフォームのブランド大使に任命された。

### 実業家

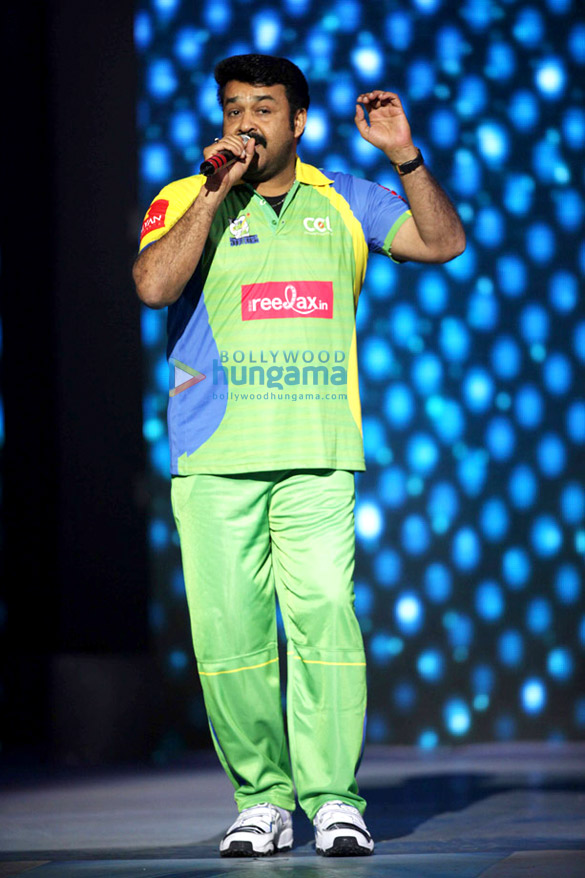
セレブリティ・クリケット・リーグ開幕式に出席するモーハンラール（2013年）

俳優として活動するかたわら、映画製作・配給、レストランなどの事業を展開しており、1980年代にはマンムーティ、I・V・サシ、シーマと共同で映画製作会社カジノ・フィルムズを経営していた。同社は『Adiyozhukkukal』『Karimpinpoovinakkare』『Gandhinagar 2nd Street』『Nadodikkattu』を手掛けている。1990年には映画製作会社プラナヴァン・アーツ・インターナショナルを立ち上げ、2008年には映画配給会社マックスラブ・シネマ&エンターテインメントを立ち上げ、このほかにティルヴァナンタプラムでプリプロダクション・ポストプロダクション事業を手掛けるヴィシュマヤス・マックスと声優養成学校も経営していたが、後にヴィシュマヤス・マックスの経営権はソーハン・ロイに譲渡され、同社はアリーズ・ヴィシュマヤス・マックスとして運営され、モーハンラールはブランド大使として名を連ねている。
映画関連事業のほかにレストラン事業も手掛けており、2002年にレストランチェーン「Mohanlal's Tastebuds」をドバイに立ち上げ、2004年2月には中東地域に同名のピクルス・調味料・カレー粉のブランド店を立ち上げたが、2007年にイースタン・グループに事業を売却している。2006年にはベンガルールにシーフードレストラン「The Harbour Market」を立ち上げ、コーチにはホテル「トラヴァンコール・コート」を立ち上げている。このほか、1992年からコーリコードの水産物輸出企業ユニロイヤル・マリーン・エクスポートの社外取締役を務めているほか、2009年には舞台演劇・音楽活動を目的として設立されたジョーズ・トーマス・パフォーミング・アートセンターの共同設立者・共同会長となり、同年にはプリヤダルシャンと共にインディアン・プレミアリーグのクリケットチームをコーチに招致することを計画したが、資金不足から頓挫している。2010年にバイオマスガス化用バイオマス原料の製造・供給を手掛けるクレルジェン・インディアの社外取締役に就任したほか、2012年と2013年にはセレブリティ・クリケット・リーグのケララ・ストライカーズのキャプテンを務めている。

### 奇術
2008年にモーハンラールはティルヴァナンタプラムで開催されるイベント「バーニング・イリュージョン」の脱出マジックを行うため、ゴーピナート・ムトゥカドのもとで18か月間かけてトレーニングを行った。「バーニング・イリュージョン」はケララ州警察、ケララ州観光局、ケララ州青少年福祉局が共同で主催したマジシャンの国際コンヴェンション「ヴィシュマヤス2008」のイベントの一つとして企画され、手錠と鎖で拘束されたモーハンラールが箱の中に閉じ込められ、炎の中から脱出するという内容だった。しかし、マジシャンのサムラージが出演の中止を求めたことがきっかけとなり出演に反対する声が挙がり、マラヤーラム映画芸術家協会会長のイノセントが危険なスタント行為を止めるようにモーハンラールに訴えたことで騒動が拡大した。これに対してモーハンラールは、イベントの趣旨は困難に直面する若者に勇気を与えることにあり、「成功の確率は五分五分」としつつ成功を確信していると反論し、ゴーピナート・ムトゥカドも「炎の中からの脱出劇は危険なマジックの一つではあるが、モーハンラールは成功をつかむために入念な練習を重ねてきた」と反論しているが、最終的にファンや俳優仲間からの反対を受けてモーハンラールの出演は中止された。その後、2014年にゴーピナート・ムトゥカドがティルヴァナンタプラムに設立したマジックの複合施設「マジック・プラネット」の落成式に出席し、少女を宙に浮かせる浮遊マジックを披露している。

## 私生活

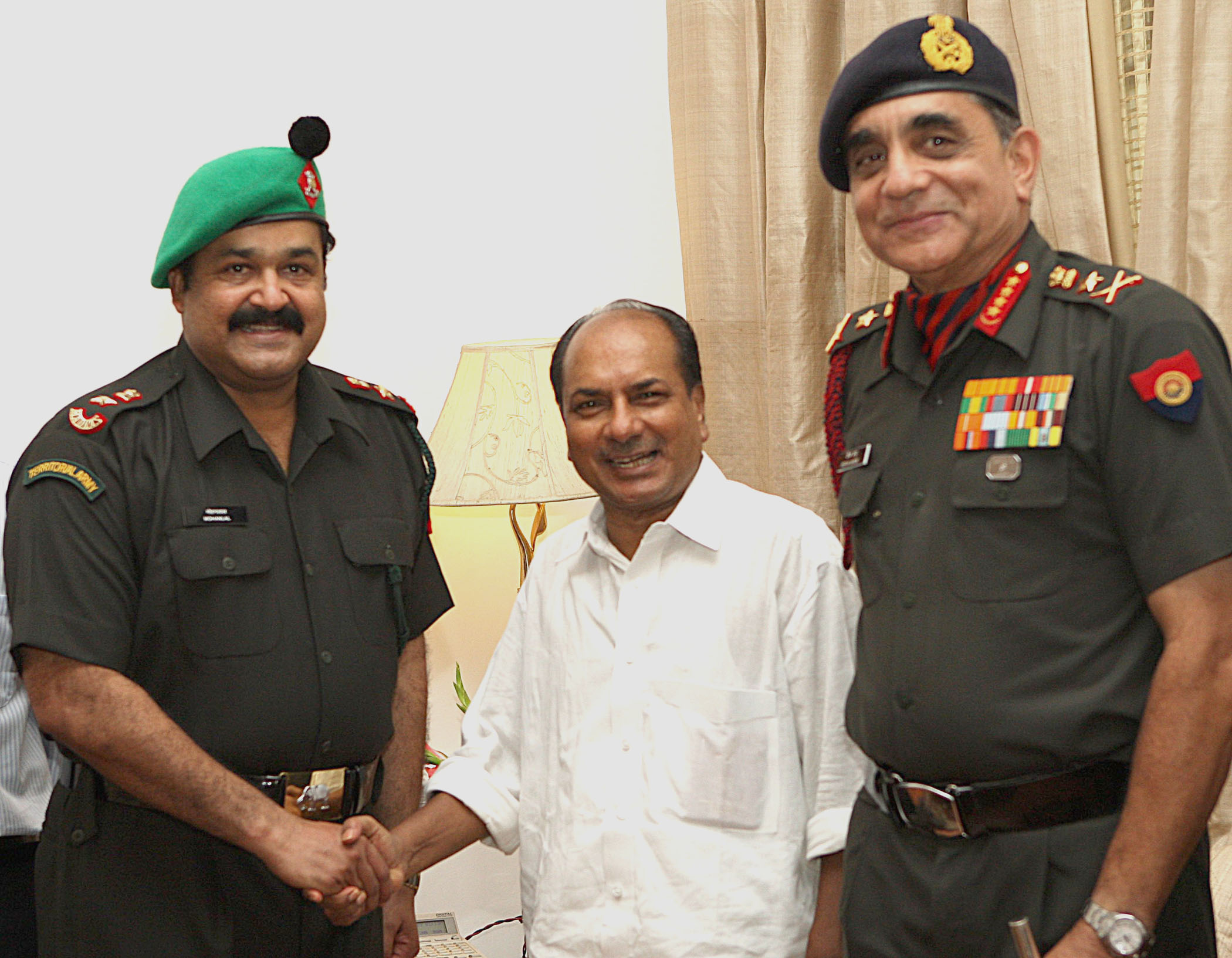
国防大臣A・K・アントニーと陸軍参謀総長ディーパク・カプールから国防義勇軍名誉中佐の称号を授与されるモーハンラール（2009年）

1988年4月28日にK・バーラージの娘スチトラと結婚し、2人の子供（プラナヴ・モーハンラール、ヴィシュマヤ・モーハンラール）をもうけた。このうち、長男のプラナヴは父の主演作『Onnaman』で俳優デビューしており、モーハンラールは子供が俳優の道に進むことについて「子供たちは野望をたくさん抱いているのかも知れない。彼らが何かを理解する手助けになるのなら、何の問題があるというのでしょう」と語っている。
モーハンラールはコーチで暮らしており、スヴァーラ、エラマッカラ、クンダンヌールに邸宅を所有している。また、チェンナイ、ティルヴァナンタプラム、ウダカマンダラム、マハーバリプラムに別荘を所有し、ドバイのアラビアン・ランチ、ブルジュ・ハリファにも部屋を所有している。また、彼は宿命論や心霊主義を信奉しており、オショー・ラジニーシ、ジッドゥ・クリシュナムルティ、オーロビンド・ゴーシュ、ラマナ・マハルシの著作を愛読している。
2008年に『Kurukshetra』で陸軍将校を演じた際、モーハンラールは国防義勇軍への入隊を希望したが、年齢上限が42歳だったため、当時48歳だったモーハンラールの入隊は実現しなかった。その後、2009年7月9日に陸軍参謀総長ディーパク・カプールから名誉中佐の称号を贈られ、国防義勇軍への入隊が許可された。また、2012年に南インド俳優として初めて国技院から黒帯が授与され、2021年8月にはUAEゴールデン・ビザを取得している。

## 評価

### 人物評

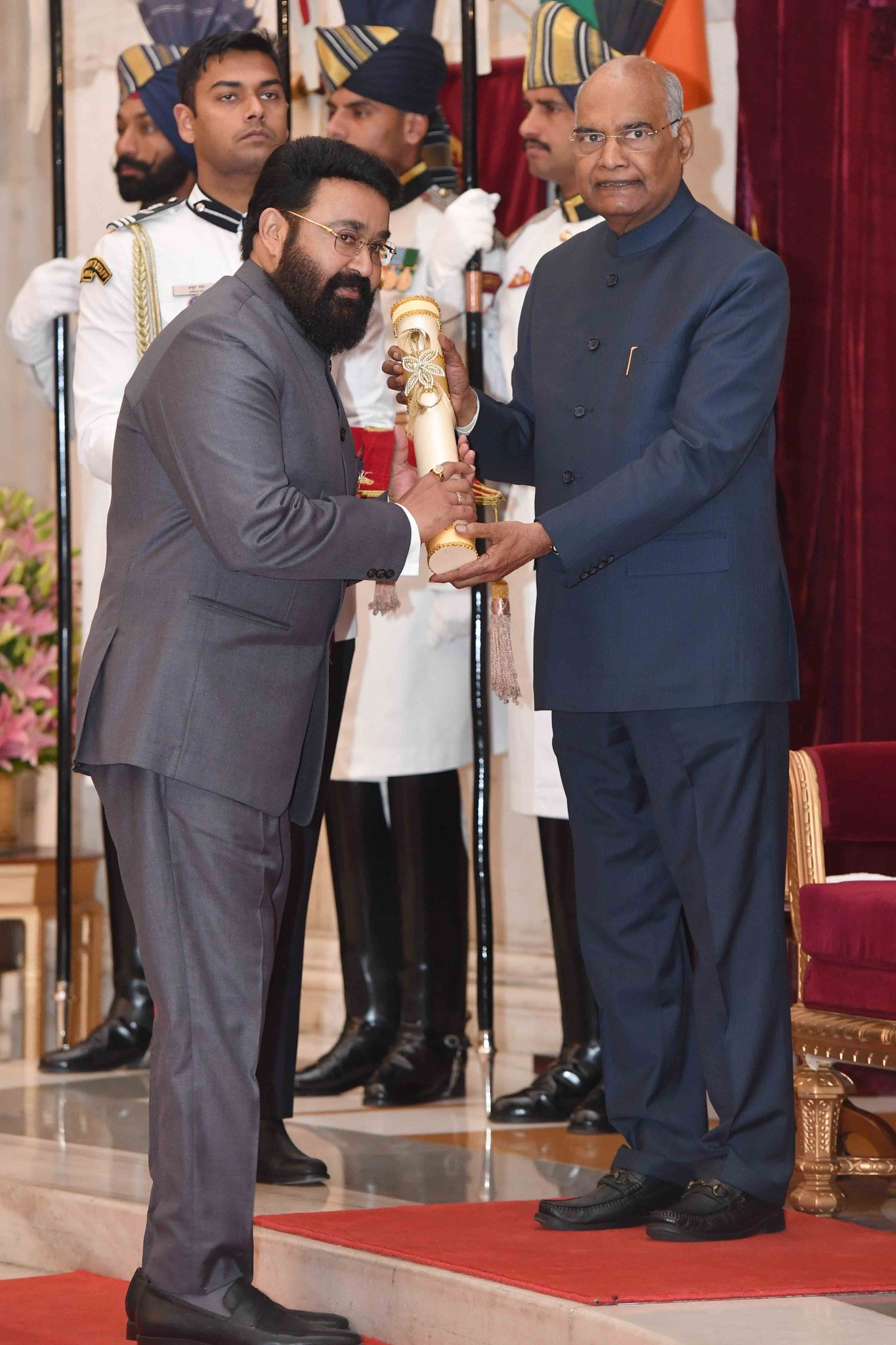
インド大統領ラーム・ナート・コーヴィンドからパドマ・ブーシャン勲章を授与されるモーハンラール（2019年）

モーハンラールはインド映画界で最も多才な俳優の一人として知られ、自然派の演技スタイルが高い評価を得ている。ファンからは「Lalettan」の愛称で親しまれ、2004年に『リーダーズ・ダイジェスト』から「映画界の何でも屋であり、あらゆることに精通している名人」と称賛されたほか、2010年には同誌の「インドで最も信頼される人物」で第80位にランクインしている。また、ラーム・ゴーパール・ヴァルマは「どんな役にも容易に入り込める、この国で最も素晴らしい俳優の一人である」と絶賛されているほか、マラヤーラム語映画界への多大な貢献から多くの業界人からも高い評価を得ている。2003年には芸歴25周年を記念してファンや友人たちが主催する祝賀会・ステージショーが1週間かけてティルヴァナンタプラムで開催され、ステージショーの収益は全額チャリティーに寄付された。このほか、アジアネットとスーリヤTVもモーハンラールの芸歴25周年を記念したステージショーを開催している。
1980年代にはマンムーティと共に「スーパースターズ」としてマラヤーラム語映画界で人気を二分する存在となり、その結果、マラヤーラム語映画はヒンディー語映画やタミル語映画のようなスター主導の映画文化に変容した。『インディア・トゥデイ』は2人の台頭以降、「マラヤーラム語映画の製作者たちは2人に合わせてキャラクターを創造するようになった」と指摘し、I・V・サシは「プレーム・ナジールでさえ、マンムーティやモーハンラールのような人気を生み出すことはできなかった。この2人はカリスマ性と演技力の両方を兼ね備えた稀有な存在だ」、ファージルは「モーハンラールは、現在この国において最も柔軟性があり、かつ繊細な俳優である。彼はダスティン・ホフマンが『トッツィー』で、シルヴェスター・スタローンが『ランボーシリーズ』で演じたことを、いとも簡単にやってのけてしまう」とそれぞれ絶賛している。2005年にはマラヤーラム語映画の興行収入のうち95パーセントをモーハンラール、マンムーティ、ディリープの主演作が占めており、これについて『ザ・ヒンドゥー』は「マラヤーラム語映画は彼らを中心に動いており、脚本は彼らの年齢やイメージを念頭に置いて書かれている」と指摘しており、彼らは独特のスタイルや衣装、台詞回し、アクション、ダンスで人気を集めている。また、ケララ州各地にモーハンラールのファンクラブが存在し、彼の新作映画の興行的成功に大きな役割を果たしている。

### 受賞歴
| 年                                | 部門                                             | 作品                                               | 結果       | 出典            |
| 栄典                              | 栄典                                             | 栄典                                               | 栄典       | 栄典            |
| --------------------------------- | ------------------------------------------------ | -------------------------------------------------- | ---------- | --------------- |
| 2001年                            | パドマ・シュリー勲章                             | N/A                                                | 受賞       | [ 7 ]           |
| 2019年                            | パドマ・ブーシャン勲章                           | N/A                                                | 受賞       | [ 8 ]           |
| 名誉学位                          |                                                  |                                                    |            |                 |
| 2010年                            | 名誉文学博士                                     | シュリー・サンカラーチャーリヤ・サンスクリット大学 | 受賞       | [ 179 ]         |
| 2018年                            | 名誉文学博士                                     | コーリコード大学                                   | 受賞       | [ 180 ]         |
| 国家映画賞                        |                                                  |                                                    |            |                 |
| 1990年                            | 特別賞                                           | 『Kireedam』                                       | 受賞       | [ 181 ]         |
| 1992年                            | 主演男優賞                                       | 『Bharatham』                                      | 受賞       | [ 182 ]         |
| 2002年                            | 長編映画賞                                       | 『最後の舞』                                       | 受賞       | [ 183 ]         |
| 2002年                            | 主演男優賞                                       | 『最後の舞』                                       | 受賞       | [ 183 ]         |
| 2017年                            | 審査員特別賞                                     | 『ジャナタ・ガレージ』                             | 受賞       | [ 184 ]         |
| 2017年                            | 審査員特別賞                                     | 『Munthirivallikal Thalirkkumbol』                 | 受賞       | [ 184 ]         |
| 2017年                            | 審査員特別賞                                     | 『Pulimurugan』                                    | 受賞       | [ 184 ]         |
| フィルムフェア賞                  |                                                  |                                                    |            |                 |
| 2003年                            | 助演男優賞                                       | 『Company』                                        | ノミネート | [ 185 ]         |
| フィルムフェア賞 南インド映画部門 |                                                  |                                                    |            |                 |
| 1987年                            | マラヤーラム語映画部門主演男優賞                 | 『Sanmanassullavarkku Samadhanam』                 | 受賞       | [ 186 ]         |
| 1989年                            | マラヤーラム語映画部門主演男優賞                 | 『Padamudra』                                      | 受賞       | [ 186 ]         |
| 1994年                            | マラヤーラム語映画部門主演男優賞                 | 『Devaasuram』                                     | 受賞       | [ 186 ]         |
| 1995年                            | マラヤーラム語映画部門主演男優賞                 | 『Pavithram』                                      | 受賞       | [ 186 ]         |
| 1996年                            | マラヤーラム語映画部門主演男優賞                 | 『Spadikam』                                       | 受賞       | [ 186 ]         |
| 2000年                            | マラヤーラム語映画部門主演男優賞                 | 『最後の舞』                                       | 受賞       | [ 187 ]         |
| 2006年                            | マラヤーラム語映画部門主演男優賞                 | 『Thanmathra』                                     | 受賞       | [ 188 ]         |
| 2008年                            | マラヤーラム語映画部門主演男優賞                 | 『Paradesi』                                       | 受賞       | [ 189 ]         |
| 2009年                            | マラヤーラム語映画部門主演男優賞                 | 『Aakasha Gopuram』                                | ノミネート |                 |
| 2010年                            | マラヤーラム語映画部門主演男優賞                 | 『Evidam Swargamanu』                              | ノミネート | [ 190 ]         |
| 2010年                            | 特別賞                                           | 『Bhramaram』                                      | 受賞       | [ 190 ]         |
| 2012年                            | マラヤーラム語映画部門主演男優賞                 | 『Oru Marubhoomikkadha』                           | ノミネート |                 |
| 2012年                            | マラヤーラム語映画部門主演男優賞                 | 『Pranayam』                                       | ノミネート |                 |
| 2013年                            | マラヤーラム語映画部門主演男優賞                 | 『Spirit』                                         | ノミネート |                 |
| 2014年                            | マラヤーラム語映画部門主演男優賞                 | 『Drishyam』                                       | ノミネート | [ 191 ]         |
| 2017年                            | マラヤーラム語映画部門主演男優賞                 | 『オッパム 〜きみと共に〜』                        | ノミネート | [ 192 ] [ 193 ] |
| 2017年                            | テルグ語映画部門助演男優賞                       | 『ジャナタ・ガレージ』                             | ノミネート | [ 192 ] [ 193 ] |
| 2018年                            | マラヤーラム語映画部門主演男優賞                 | 『Munthirivallikal Thalirkkumbol』                 | ノミネート | [ 194 ]         |
| 2022年                            | マラヤーラム語映画部門主演男優賞                 | 『Drishyam 2』                                     | ノミネート | [ 195 ]         |
| 国際インド映画アカデミー賞        |                                                  |                                                    |            |                 |
| 2003年                            | 助演男優賞                                       | 『Company』                                        | 受賞       | [ 196 ]         |
| IIFAウトサヴァム                  |                                                  |                                                    |            |                 |
| 2017年                            | テルグ語映画部門助演男優賞                       | 『ジャナタ・ガレージ』                             | ノミネート | [ 197 ] [ 198 ] |
| 2017年                            | マラヤーラム語映画部門主演男優賞                 | 『オッパム 〜きみと共に〜』                        | ノミネート | [ 197 ] [ 198 ] |
| 2017年                            | マラヤーラム語映画部門主演男優賞                 | 『Pulimurugan』                                    | ノミネート | [ 197 ] [ 198 ] |
| 2024年                            | マラヤーラム語映画部門主演男優賞                 | 『Neru』                                           | ノミネート | [ 199 ]         |
| 南インド国際映画賞                |                                                  |                                                    |            |                 |
| 2012年                            | マラヤーラム語映画部門主演男優賞                 | 『Pranayam』                                       | 受賞       | [ 200 ]         |
| 2013年                            | マラヤーラム語映画部門主演男優賞                 | 『Spirit』                                         | 受賞       | [ 201 ]         |
| 2013年                            | マラヤーラム語映画部門男性プレイバックシンガー賞 | 『Run Baby Run』 「Attumanal」                     | ノミネート | [ 201 ]         |
| 2014年                            | マラヤーラム語映画部門主演男優賞                 | 『Drishyam』                                       | ノミネート | [ 202 ]         |
| 2017年                            | マラヤーラム語映画部門主演男優賞                 | 『Pulimurugan』                                    | 受賞       | [ 203 ]         |
| 2017年                            | テルグ語映画部門助演男優賞                       | 『ジャナタ・ガレージ』                             | ノミネート | [ 203 ]         |
| 2019年                            | マラヤーラム語映画部門主演男優賞                 | 『Odiyan』                                         | ノミネート | [ 204 ]         |
| 2019年                            | 中東大衆スター賞                                 | N/A                                                | 受賞       | [ 204 ]         |
| 2021年                            | マラヤーラム語映画部門主演男優賞                 | 『Lucifer』                                        | 受賞       | [ 205 ]         |
| 2024年                            | マラヤーラム語映画部門主演男優賞                 | 『Neru』                                           | ノミネート | [ 206 ]         |
| ケララ州映画賞                    |                                                  |                                                    |            |                 |
| 1986年                            | 主演男優賞                                       | 『T. P. Balagopalan M. A.』                        | 受賞       | [ 207 ]         |
| 1988年                            | 審査員特別賞                                     | 『Padamudra』                                      | 受賞       | [ 207 ]         |
| 1988年                            | 審査員特別賞                                     | 『Chithram』                                       | 受賞       | [ 207 ]         |
| 1988年                            | 審査員特別賞                                     | 『Ulsavapittennu』                                 | 受賞       | [ 207 ]         |
| 1988年                            | 審査員特別賞                                     | 『Aryan』                                          | 受賞       | [ 207 ]         |
| 1988年                            | 審査員特別賞                                     | 『Vellanakalude Nadu』                             | 受賞       | [ 207 ]         |
| 1991年                            | 第2位作品賞                                      | 『Bharatham』                                      | 受賞       | [ 208 ]         |
| 1991年                            | 主演男優賞                                       | 『Abhimanyu』                                      | 受賞       | [ 208 ]         |
| 1991年                            | 主演男優賞                                       | 『Kilukkam』                                       | 受賞       | [ 208 ]         |
| 1991年                            | 主演男優賞                                       | 『Ulladakkam』                                     | 受賞       | [ 208 ]         |
| 1995年                            | 第2位作品賞                                      | 『Kaalapani』                                      | 受賞       | [ 208 ]         |
| 1995年                            | 主演男優賞                                       | 『Spadikam』                                       | 受賞       | [ 208 ]         |
| 1995年                            | 主演男優賞                                       | 『Kaalapani』                                      | 受賞       | [ 208 ]         |
| 1999年                            | 主演男優賞                                       | 『最後の舞』                                       | 受賞       | [ 208 ]         |
| 2005年                            | 主演男優賞                                       | 『Thanmathra』                                     | 受賞       | [ 209 ]         |
| 2007年                            | 主演男優賞                                       | 『Paradesi』                                       | 受賞       | [ 209 ]         |
| ナンディ賞                        |                                                  |                                                    |            |                 |
| 2016年                            | 助演男優賞                                       | 『ジャナタ・ガレージ』                             | 受賞       | [ 210 ]         |
| アジアヴィジョン映画賞            |                                                  |                                                    |            |                 |
| 2008年                            | 主演男優賞                                       | 『Innathe Chintha Vishayam』                       | 受賞       |                 |
| 2008年                            | 主演男優賞                                       | 『Madampi』                                        | 受賞       |                 |
| 2008年                            | 主演男優賞                                       | 『Kurukshetra』                                    | 受賞       |                 |
| 2008年                            | 主演男優賞                                       | 『Pakal Nakshatrangal』                            | 受賞       |                 |
| 2009年                            | 主演男優賞                                       | 『Bhramaram』                                      | 受賞       |                 |
| 2012年                            | 主演男優賞                                       | 『Spirit』                                         | 受賞       |                 |
| 2012年                            | 主演男優賞                                       | 『Run Baby Run』                                   | 受賞       |                 |
| 2012年                            | インフルエンティアル・マラヤーリ賞               | N/A                                                | 受賞       |                 |
| 2012年                            | センセーショナル男性歌手賞                       | 『Run Baby Run』                                   | 受賞       |                 |
| 2016年                            | 大衆男優賞                                       | 『オッパム 〜きみと共に〜』                        | 受賞       |                 |
| 2016年                            | 大衆男優賞                                       | 『Pulimurugan』                                    | 受賞       |                 |
| アジアネット映画賞                |                                                  |                                                    |            |                 |
| 2003年                            | 主演男優賞                                       | 『Balettan』                                       | 受賞       | [ 211 ]         |
| 2005年                            | 主演男優賞                                       | 『Thanmathra』                                     | 受賞       | [ 212 ]         |
| 2005年                            | 主演男優賞                                       | 『Udayananu Tharam』                               | 受賞       | [ 212 ]         |
| 2006年                            | 主演男優賞                                       | 『Keerthi Chakra』                                 | 受賞       | [ 213 ]         |
| 2007年                            | 大衆男優賞                                       | 『Hallo』                                          | 受賞       | [ 214 ]         |
| 2007年                            | 大衆男優賞                                       | 『Chotta Mumbai』                                  | 受賞       | [ 214 ]         |
| 2008年                            | 主演男優賞                                       | 『Madampi』                                        | 受賞       | [ 215 ]         |
| 2009年                            | 主演男優賞                                       | 『Bhramaram』                                      | 受賞       | [ 216 ]         |
| 2009年                            | 主演男優賞                                       | 『Evidam Swargamanu』                              | 受賞       | [ 216 ]         |
| 2010年                            | ゴールデン・スター賞                             | N/A                                                | 受賞       | [ 217 ]         |
| 2011年                            | 主演男優賞                                       | 『Pranayam』                                       | 受賞       | [ 218 ]         |
| 2011年                            | 主演男優賞                                       | 『Snehaveedu』                                     | 受賞       | [ 218 ]         |
| 2012年                            | 主演男優賞                                       | 『Spirit』                                         | 受賞       | [ 219 ] [ 220 ] |
| 2012年                            | 主演男優賞                                       | 『Grandmaster』                                    | 受賞       | [ 219 ] [ 220 ] |
| 2012年                            | 主演男優賞                                       | 『Run Baby Run』                                   | 受賞       | [ 219 ] [ 220 ] |
| 2013年                            | ミレニアム・アクター賞                           | N/A                                                | 受賞       | [ 221 ]         |
| 2014年                            | 芸歴35周年記念表彰                               | N/A                                                | 受賞       | [ 222 ]         |
| 2015年                            | スーパースター・オブ・ミレニアム賞               | N/A                                                | 受賞       | [ 223 ]         |
| 2016年                            | 主演男優賞                                       | 『オッパム 〜きみと共に〜』                        | 受賞       | [ 224 ]         |
| 2016年                            | 主演男優賞                                       | 『Pulimurugan』                                    | 受賞       | [ 224 ]         |
| 2018年                            | 主演男優賞                                       | 『Odiyan』                                         | 受賞       |                 |
| 2018年                            | 主演男優賞                                       | 『Kayamkulam Kochunni』                            | 受賞       |                 |
| 2019年                            | 主演男優賞                                       | 『Lucifer』                                        | 受賞       | [ 225 ]         |
| アーナンダ・ヴィカタン映画賞      |                                                  |                                                    |            |                 |
| 2009年                            | 主演男優賞                                       | 『Unnaipol Oruvan』                                | 受賞       |                 |
| ヴァニタ映画賞                    |                                                  |                                                    |            |                 |
| 2003年                            | 主演男優賞                                       | 『Balettan』                                       | 受賞       | [ 226 ]         |
| 2005年                            | 主演男優賞                                       | 『Thanmathra』                                     | 受賞       |                 |
| 2007年                            | 大衆男優賞                                       | 『Hallo』                                          | 受賞       | [ 227 ]         |
| 2007年                            | 大衆男優賞                                       | 『Chotta Mumbai』                                  | 受賞       | [ 227 ]         |
| 2008年                            | 主演男優賞                                       | 『Twenty:20』                                      | 受賞       | [ 228 ]         |
| 2008年                            | 主演男優賞                                       | 『Madampi』                                        | 受賞       | [ 228 ]         |
| 2008年                            | 主演男優賞                                       | 『Aakasha Gopuram』                                | 受賞       | [ 228 ]         |
| 2009年                            | 大衆男優賞                                       | 『Bhramaram』                                      | 受賞       | [ 229 ]         |
| 2009年                            | 大衆男優賞                                       | 『Evidam Swargamanu』                              | 受賞       | [ 229 ]         |
| 2011年                            | 主演男優賞                                       | 『Pranayam』                                       | 受賞       | [ 230 ]         |
| 2016年                            | 主演男優賞                                       | 『オッパム 〜きみと共に〜』                        | 受賞       |                 |
| 2016年                            | 主演男優賞                                       | 『Pulimurugan』                                    | 受賞       |                 |
| 2018年                            | 主演男優賞                                       | 『Odiyan』                                         | 受賞       | [ 231 ]         |
| 2019年                            | 主演男優賞                                       | 『Lucifer』                                        | 受賞       | [ 232 ]         |
| AIR賞                             |                                                  |                                                    |            |                 |
| 2007年                            | 主演男優賞                                       | 『Rasathanthram』                                  | 受賞       | [ 233 ]         |
| 2007年                            | 主演男優賞                                       | 『Vadakkumnadhan』                                 | 受賞       | [ 233 ]         |
| 2007年                            | 主演男優賞                                       | 『Keerthi Chakra』                                 | 受賞       | [ 233 ]         |
| ケララ映画批評家協会賞            |                                                  |                                                    |            |                 |
| 1988年                            | 主演男優賞                                       | 『Padamudra』                                      | 受賞       | [ 234 ]         |
| 1988年                            | 主演男優賞                                       | 『Chithram』                                       | 受賞       | [ 234 ]         |
| 1991年                            | 主演男優賞                                       | 『Bharatham』                                      | 受賞       | [ 234 ]         |
| 1991年                            | 主演男優賞                                       | 『Ulladakkam』                                     | 受賞       | [ 234 ]         |
| 1999年                            | 主演男優賞                                       | 『最後の舞』                                       | 受賞       | [ 234 ]         |
| 2001年                            | ナタナー・ラトナ賞                               | N/A                                                | 受賞       | [ 235 ]         |
| 2003年                            | チャラチトラ・ラトナム賞                         | N/A                                                | 受賞       | [ 236 ]         |
| 2005年                            | 大衆男優賞                                       | 『Naran』                                          | 受賞       | [ 237 ]         |
| 2005年                            | 大衆男優賞                                       | 『Thanmathra』                                     | 受賞       | [ 237 ]         |
| 2007年                            | 主演男優賞                                       | 『Paradesi』                                       | 受賞       | [ 238 ]         |
| 2008年                            | 主演男優賞                                       | 『Kurukshetra』                                    | 受賞       | [ 239 ]         |
| 2008年                            | 主演男優賞                                       | 『Pakal Nakshatrangal』                            | 受賞       | [ 239 ]         |
| 2008年                            | 主演男優賞                                       | 『Aakasha Gopuram』                                | 受賞       | [ 239 ]         |
| 2011年                            | 主演男優賞                                       | 『Pranayam』                                       | 受賞       | [ 240 ]         |
| 2013年                            | 主演男優賞                                       | 『Drishyam』                                       | 受賞       | [ 241 ]         |
| 2016年                            | 主演男優賞                                       | 『オッパム 〜きみと共に〜』                        | 受賞       | [ 242 ]         |
| 2018年                            | 主演男優賞                                       | 『Odiyan』                                         | 受賞       | [ 243 ]         |
| ジー・シネ・アワード              |                                                  |                                                    |            |                 |
| 2003年                            | 助演男優賞                                       | 『Company』                                        | ノミネート |                 |
| スター・スクリーン・アワード      |                                                  |                                                    |            |                 |
| 2003年                            | 助演男優賞                                       | 『Company』                                        | 受賞       | [ 244 ]         |
| リムカ公式記録                    |                                                  |                                                    |            |                 |
| 2009年                            | ピープル・オブ・ザ・イヤー                       | N/A                                                | 受賞       | [ 245 ]         |